# I Will Be
«I Will Be»  —español: «Seré»— es una canción de la cantante británica Leona Lewis, fue lanzada el 6 de enero de 2009 como el séptimo sencillo y último de su álbum debut Spirit. La canción está compuesta por la cantante canadiense Avril Lavigne, y fue incluida en la edición limitada de su tercer álbum de estudio, The Best Damn Thing, y solamente estaba disponible para pre-orden en iTunes.

## Producción y grabación

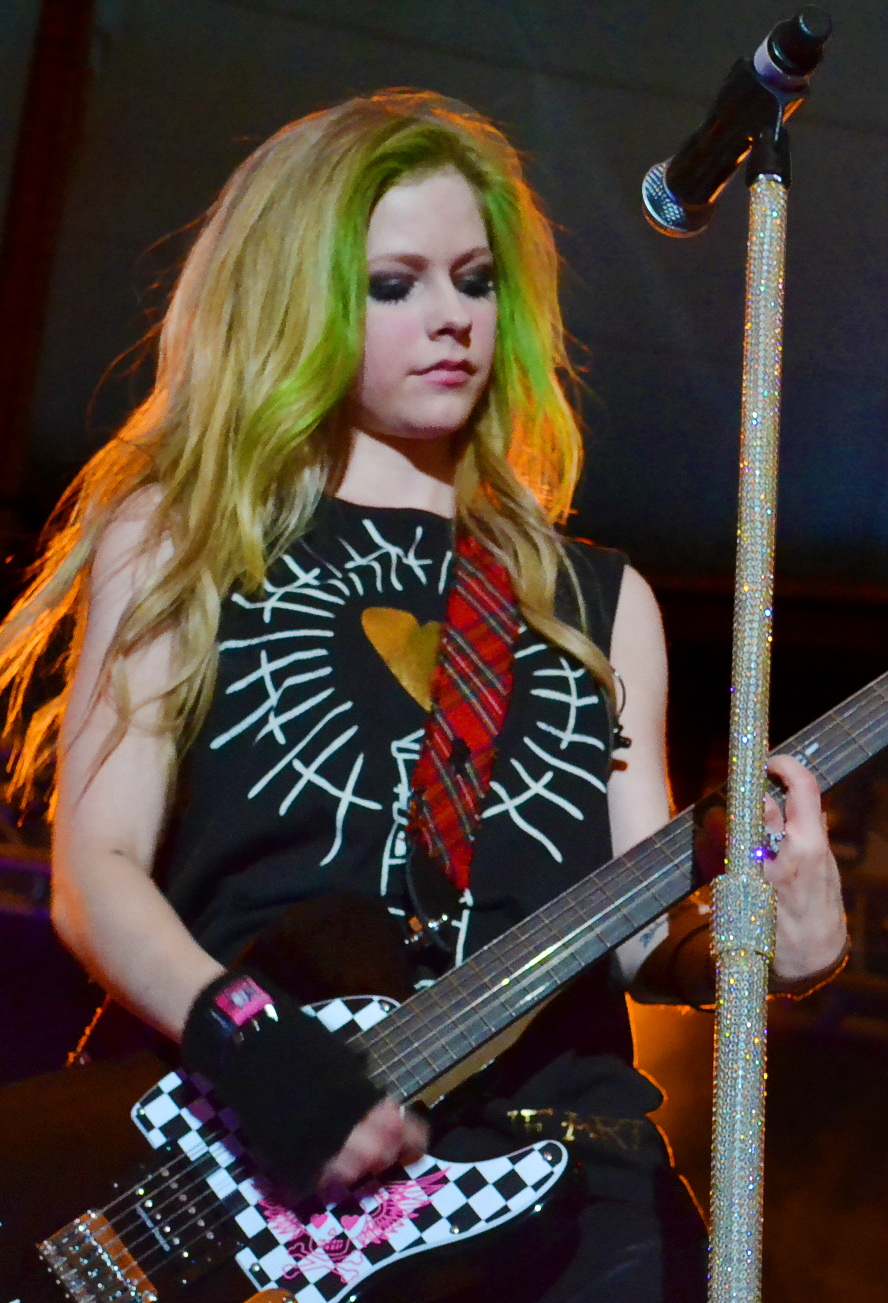
Avril Lavigne tocando la guitarra en el escenario durante su gira Black Star el 28 de mayo de 2011. El escenario fue el estadio Tropicana Field en San Petersburgo, Florida, durante la serie de conciertos Rays/Hess Express Saturday. Fotografiada con una Nikon D3100.

«I Will Be» fue escrita por Avril Lavigne, Max Martin y Lukasz "Dr. Luke" Gottwald; quien la produjo en la compañía de Steven Wolf, Max Beckley y Smit. Lavigne grabó la canción para su tercer álbum de estudio The Best Damn Thing (2007), que fue incluida como bonus track. Durante ese mismo año, Leona creó su propia versión. Fue grabada en múltiples estudios de alrededor del mundo, incluyendo Conway Recording Studios y Westlake Recording Studios, en Los Ángeles, California; Henson Recording Studios, Opra Music, y Ocean Way Recording, todos localizados en Hollywood, California; el personal de Dr. Luke grabó la canción en un estudio de New York City; Atlantic Studios, Estocolmo, Suecia; Sarm West, Londres e Inglaterra.

## Promoción

### Presentaciones
Lewis interpretó la canción en el verano del 2008, en un concierto del festival Stripped, junto con «Bleeding Love», «Forgive Me» y «Better in Time». En el momento del lanzamiento en los EE. UU., Lewis realizó una interpretación de la canción en Late Show del animador David Letterman.

### Video musical
El video musical de «I Will Be» se comenzó a filmar el 18 de diciembre de 2008 en Nueva York y fue dirigido por Melina Matsoukas, quien también dirigió la versión internacional de «Bleeding Love».
En el video, se presume que Lewis y el actor de Crawford robaron una gran cantidad de dinero, y están siendo perseguidos por las autoridades. Lewis dice que Crawford no pudo quedarse con él, y algún día se reunirá de nuevo con él. Después de salir de él, ella será atrapada por la policía y se sacrifica para que su novio pueda escapar. Ella es detenida por un NYPD, interpretado por Cedric Darío.

## Formatos
Digitales
| Descarga digital |                                      |          |  |
| N.º              | Título                               | Duración |  |
| 1.               | «I Will Be» (Corenell Club Mix)      | 07:41    |  |
| 2.               | «I Will Be» (Donni Hotwheel Mixshow) | 05:28    |  |
| 3.               | «I Will Be» (Bit Error Remix)        |          |  |
| 4.               | «I Will Be» (Cajjmere Wray Club Mix) |          |  |

Materiales
| Sencillo en CD |                             |          |  |
| N.º            | Título                      | Duración |  |
| 1.             | «I Will Be» (álbum versión) | 03:56    |  |

## Posicionamiento en las listas
Luego del lanzamiento del álbum Spirit en el Reino Unido, «I Will Be» debutó y alcanzó el lugar ciento sesenta de la UK Singles Chart. En los Estados Unidos, «I Will Be» debutó en la Billboard Pop Songs en la posición treinta y cuatro la semana del 31 de enero de 2009, una semana después del lanzamiento digital en el país. En la segunda semana de permanencia, cayó al puesto treinta y uno, mientras que la semana entrante subió al número veinte y ocho. Finalmente, alcanzó el número veinte y cuatro y se mantuvo en la lista por ocho semanas. El 14 de febrero de 2009 ingresó a la Billboard Hot 100 en el número noventa y cuatro.  Alcanzó el número sesenta y seis y salió del chart en el número ochenta. También el 7 de marzo de 2009 ingresó a la US Adult Pop Songs en el número treinta y nueve, alcanzando el puesto veinte y tres en su quinta semana de permanencia. Debutó y alcanzó el número sesenta y cinco de la US Hot Digital Songs. En Canadá, la canción debutó en el número ochenta y seis, siendo esa su mejor posición.

### Semanales
| América del Norte |                   |     |        |
| Canadá            | Canadian Hot 100  | 83  | [ 17 ] |
| Canadá            | Canadian Hot AC   | 44  | [ 18 ] |
| Estados Unidos    | Billboard Hot 100 | 66  | [ 10 ] |
| Estados Unidos    | Digital Songs     | 65  | [ 14 ] |
| Estados Unidos    | Pop Songs         | 24  | [ 8 ]  |
| Estados Unidos    | Adult Pop Songs   | 23  | [ 19 ] |
| Europa            |                   |     |        |
| Reino Unido       | Top 75 canciones  | 160 | [ 20 ] |

## Historial de lanzamientos
| País           | Fecha              | Formato   | Sello                  | Ref.   |
| -------------- | ------------------ | --------- | ---------------------- | ------ |
| Estados Unidos | 6 de enero de 2009 | J Records | Contemporary hit radio | [ 21 ] |